# Exposition mondiale de la photographie
 (septembre 2015).
Si vous disposez d'ouvrages ou d'articles de référence ou si vous connaissez des sites web de qualité traitant du thème abordé ici, merci de compléter l'article en donnant les références utiles à sa vérifiabilité et en les liant à la section « Notes et références ».
L'Exposition mondiale de la photographie (Weltausstellung der Photographie) est une exposition photographique itinérante destinée aux grands musées mondiaux de 555 photographies et œuvres de 264 photographes de 30 pays, sur le thème « Qu'est-ce l'homme ? », organisée en 1964 par le Dr Karl Pawek sur le modèle de The Family of Man.
Parmi les 264 photographes, on relève notamment les noms des Français Paul Almasy, René Basset, Édouard Boubat, Henri Cartier-Bresson, Jean-Philippe Charbonnier, Lucien Clergue, Robert Doisneau, Gilles Ehrmann, Henriette Grindat, Frank Horvat, Pierre Jahan, William Klein, Jacques-Henri Lartigue, Roger Schall, Jeanloup Sieff et  Jean-Louis Swiners.